# Метод Хорнера
Метод Хорнера (рос. метод Хорнера; англ. Horner’s method; нім. Chorner-Methode f) — метод обробляння результатів виміру відновлення тиску у свердловині при її гідродинамічному дослідженні методом відновлення вибійного тиску за умови, коли свердловина працювала короткий проміжок часу перед зупинкою.